# 1900 Katyusha
1900 Katyusha eller 1971 YB är en asteroid i huvudbältet som upptäcktes den 16 december 1971 av den ryska astronomen Tamara Smirnova vid Krims astrofysiska observatorium på Krim. Den har fått sitt namn efter den sovjetiska frontpiloten och krigshjälten under andra världskriget Jekaterina Zelenko (1916–1941).
Asteroiden har en diameter på ungefär åtta kilometer.